# Paris–Roubaix 2005

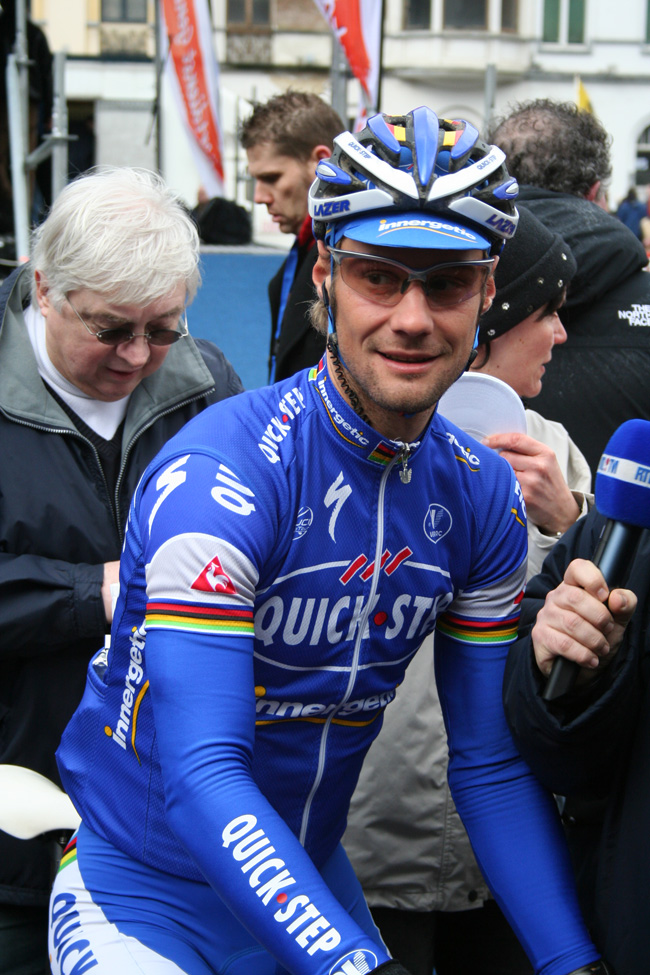
Tom Boonen (2007)

Das Eintagesrennen Paris–Roubaix 2005 war die 103. Austragung des Radsportklassikers und fand am Sonntag, den 10. April 2005, statt. Das Rennen gehörte in diesem Jahr als historisches Rennen mit der Kennzeichnung his zur neugeschaffenen UCI ProTour.
Das Rennen führte von Compiègne, rund 80 Kilometer nördlich von Paris, nach Roubaix, wo es im Vélodrome André-Pétrieux endete. Die gesamte Strecke war 259,6 Kilometer lang, davon führten 54,7 Kilometer über 26 Pavé-Sektoren, allerdings ohne die Trouée d’Arenberg. Es starteten 191 Fahrer, von denen sich 80 platzieren konnten. Der Sieger Tom Boonen absolvierte das Rennen mit einer Durchschnittsgeschwindigkeit von 39,9 km/h.
Es war Regen angesagt, doch es blieb trocken. Der Wind kam von vorne, und die Temperaturen bewegten sich um 10 Grad Celsius. Nach 75 Kilometern wurde es kälter und wolkiger. Eine achtköpfige Ausreißergruppe führte seit rund 40 Kilometern mit zwölf Minuten Vorsprung. Die Durchschnittsgeschwindigkeit des Rennens betrug zu diesem Zeitpunkt 44,2 km/h. Der erste Pavé-Sektor befand sich nach 97,5 Kilometern. Nach 150 Kilometern ereignete sich ein schwerer Sturz, in den auch Tom Steels und Peter Van Petegem verwickelt waren; die beiden Fahrer gaben anschließend auf. Die führende Gruppe hatte weiterhin einen Vorsprung von fünf Minuten, während das Peloton zunehmend auseinanderriss.
Nach 206 Kilometern, am Pavé-Sektor 11, wurde die Ausreißergruppe von einigen Verfolgern eingeholt. Inzwischen hatte es angefangen zu regnen. Die führende Gruppe bestand nun aus elf Fahrern: Tom Boonen, Magnus Bäckstedt, George Hincapie, Lars Michaelsen, Fabian Cancellara, Juan Antonio Flecha, Stéphane Berges, Erwin Thijs, Carlos Barredo, Arnaud Coyot und Florent Brard. Bei Pavé-Sektor 4, nach 242 Kilometern, zog Flecha das Tempo an, und es konnten nur Hincapie und Boonen mithalten. Die drei Fahrer erreichten die Radrennbahn gemeinsam, und Boonen gewann den Sprint.
Eine Novität: Unter den ersten zehn des Rennens waren neun Nationalitäten vertreten, so viele wie noch nie. George Hincapie wurde jedoch 2012 im Zuge der Dopingaffäre um Lance Armstrong nachträglich disqualifiziert.